# Nationalpark Tbilissi
Der Nationalpark Tbilissi (georgisch თბილისის ეროვნული პარკი, Tbilissis erownuli parki; auch Nationalpark Tiflis) ist ein Schutzgebiet in Georgien.
Es erstreckt sich nördlich der namensgebenden Hauptstadt Tiflis (Tbilissi) über fast das gesamte, dort bis knapp 1800 m hohe Saguramo-Gebirge und den nördlich anschließenden südlichsten Teil des Kartlischen Gebirges. Der Park liegt überwiegend auf den Territorien der Munizipalitäten Mzcheta und  Tianeti der Region Mzcheta-Mtianeti, erstreckt sich bis an die nördliche Grenze der Hauptstadtregion Tiflis, im Südosten bis auf das Gebiet der Munizipalität Gardabani der Region Niederkartlien sowie im Osten auf zwei kleinen Abschnitten in die Munizipalität Sagaredscho der Region Kachetien.
Der Nationalpark wurde 1973 ausgewiesen und ist 232,2 km² groß. Zwischenzeitlich hatte das weitgehend dicht bewaldete Gebiet seinen Status als Nationalpark verloren, der dann aber wiederhergestellt wurde.
Die Parkverwaltung befindet sich im Dorf Saguramo am westlichen Ende des Parks, unweit der Stadt Mzcheta.